# Ou Chuliang
Ou Chuliang (en chino tradicional, 區楚良; en chino simplificado, 区楚良; pinyin, Oū Chǔliáng; jyutping, Au1 Cho2 Leung4; Guangzhou, China; 26 de agosto de 1968) es un exfutbolista y entrenador de fútbol de China que jugaba en la posición de guardameta. Su abuelo Ou Shounian (en chino simplificado, 区寿年) fue un general del Ejército Nacional Revolucionario de la República de China.

## Carrera

### Club
| Periodo   | Club               | Partidos |
| --------- | ------------------ | -------- |
| 1988–1997 | Guangdong Hongyuan | 63       |
| 1998–1999 | Shanghai Shenhua   | 45       |
| 2000–2003 | Yunnan Hongta      | 102      |
| 2004      | Chongqing Qiche    | 1        |

### Selección nacional
Debutó con China el 2 de abril de 1992 en una derrota por 2-5 ante Canadá en un partido amistoso. Disputó 75 partidos entre 1992 y 2002, participó en la Copa Mundial de Fútbol de 2002, en los Juegos Asiáticos de 1994 y en tres ediciones de la Copa Asiática.

## Logros
- Copa FA de China: 1

1998